# Ельцовка (Шипуновский район)
Ельцовка — село в Шипуновском районе Алтайского края. Административный центр Ельцовского сельсовета.

## История
Основано в 1712 году. В 1928 году село состояло из 325 хозяйств, основное население — русские. В административном отношении являлось центром Ельцовского сельсовета Чарышского района Рубцовского округа Сибирского края.

## Население
| 1926 | 1997 | 1998 | 1999 | 2000 | 2001 | 2002 |
| ---- | ---- | ---- | ---- | ---- | ---- | ---- |
| 1715 | ↘948 | ↘917 | ↘889 | ↘855 | ↘819 | ↘799 |
| 2003 | 2004 | 2005 | 2006 | 2007 | 2008 | 2009 |
| ↘768 | →768 | ↘747 | ↘707 | ↘700 | ↘667 | ↗692 |
| 2010 | 2011 | 2012 | 2013 |      |      |      |
| ↘644 | ↘642 | ↘635 | ↘605 |      |      |      |

## Улицы
| - пер. Кооперативный, - ул. Красноармейская, - пер. Мирный, - ул. Набережная, | - ул. Октябрьская, - ул. Пролетарская, - пер. Пролетарский, - ул. Советская, | - ул. Социалистическая, - ул. Титова, - пер. Школьный, - пер. Южный. |